# Epipenaeon qadrii
Epipenaeon qadrii is een pissebed uit de familie Bopyridae. De wetenschappelijke naam van de soort is voor het eerst geldig gepubliceerd in 1959 door Qazi.